# Плантагенет Сомерсет Фрай
Плантагенет Сомерсет Фрай народжений як Пітер Джордж Робін Фрай, іноді використовував ім'я «Пітер Джордж Робін Сомерсет Фрай» і «Пітер Джордж Робін Плантагенет Сомерсет Фрай» (3 січня 1931 — 10 вересня 1996) — британський історик та автор більш ніж 50 книг. В юності він додав «Сомерсет» до свого прізвища через одностороннє зобов'язання, сім'я Фрая походить з Уельсу в тому окрузі, і Плантагенет було псевдонімом, яке він прийняв в університеті, таким чином вказуючи на зв'язок з Річардом III.

## Ранній період життя
Пітер Джордж Робін Фрай народився у 1931 році, й був третьою дитиною і єдиним сином видатного морського офіцера (нагородженого Орденом Британської імперії відзнакою Нового року у 1953 р.) і піаніста. Він здобув освіту в Церковній кафедральній школі для священиків, в Оксфорді, потім у Лансинг Коледжі в Західному Сассексі, і в Медичній школі-лікарні ім. Святого Томаса, що в Лондоні, але не досяг успіху в жодному з двох останніх закладів.
Після провалу іспитів, він був змушений покинути школу Святого Томаса через рік. З цього моменту його батько відмовився надалі його забезпечувати, тому Фрай знайшов роботу на посаді бібліотекаря і кіномеханіка у Національній раді кінематографії Канади. У 1952 році він успадкував трохи грошей від своєї бабусі, залишив свою роботу та одружився, всупереч бажанню своїх батьків, з Одрі Рассел, з якою він познайомився в медичній школі. Витративши всі свої гроші й проваливши ще один диплом, Фрай став шкільним учителем в школі Валлоуп у Вейбріджі, графство Суррей.
У 1954 році Фрай відправився в Оксфордський університет, щоб вивчати правознавство та історію. Потребуючи більше грошей, він двічі брав участь в телевізійному шоу-грі «Подвоїть свої гроші», і виграв джек-пот в розмірі £ 512 (фунтів), що зробило його майже знаменитістю, і опублікував свою першу книгу, «Загадки історії», за якою незабаром слідувала біографія Єлизавети I. Це був початок успішної кар'єри письменника, і за ці роки він написав безліч популярних історичних книг для дорослих і дітей, а також книги про антикварні вироби. Він започаткував Раду з незалежної археології. Фрай був членом Королівського товариства мистецтв. У 1950 — ті та 1960 — ті роки, Фрай працював виконавчим у сфері зв'язків з громадськістю та, серед інших ролей, служив офіцером інформаційного відділу Асоціації архітекторів і геодезистів та для Міністерства громадського будівництва та робіт.

## Особисте життя
Хоча професійне життя Фрая було успішним, то особисте життя— нещасним. Його перший шлюб з Одрі Рассел був розірваний у 1957 році.
Наступного року він одружився з Дафною Елізабет Керолайн, дочкою майора Високоповажного підполковника) Фредеріка Реджинальда Йорка, з сім'ї йоркширського поміщика. Однак, незабаром у неї діагностували невиліковну форму раку нирки, хоча Фрай ніколи не дозволяв їй про це дізнатись. Після її смерті в 1961 році, щоб вшанувати її пам'ять, він розпочав медичне дослідження.
Потім він одружився з Високоповажною Місіс Лері Батлер (уроджена Ліуелін-Джонс), розлученою (раніше одруженою з Високоповажним Пірсом Аланом Сомерсетом Девідом Батлером, сином графа Керріка 7-го);вона була старша за нього на 24 роки. Шлюб закінчився розлученням у 1973 році.
Наступного ж року він одружився з Фіоною Вітком, яка пережила його.
Він став жертвою кількох автомобільних аварій, одна з яких прикувала його до інвалідного візка на багато років.

## Смерть
У 1996 році Фраю було сказано, що він помирає від раку кишки, але він відмовився від лікування і задушив себе поліетиленовим пакетом у своєму будинку в Уотсфілді, Суффолк у віці 65 років, після написання листа, пояснюючи свої дії слідчому.

## Вибрані роботи
- Королі і королеви Англії і Шотландії ISBN 978-1-4053-7367-8
- Замки: Англія, Шотландія, Уельс, Ірландія ISBN 0715322125
- Історія Шотландії ISBN 0710090013
- Римський Світ, 200 ст. до н. е.-300 ст. н. е. ISBN 0333255429
- 1000 Великих життів
- Лондонський Тауер: Котел Британського Минулого ISBN 0870529439
- Книга-зебра відомих жінок ISBN 0237352486